# La Belle Affaire (film, 1973)
Pour l’article homonyme, voir La Belle Affaire.
Pour plus de détails, voir Fiche technique et Distribution.
La Belle Affaire est un film français réalisé par Jacques Besnard, sorti en 1973.

## Synopsis
Paul et Thérèse ont vendu leur café en bordure d'un aéroport pour en racheter un à Marseille. L'affaire marche bien jusqu'à ce qu'ils découvrent que leur bistrot sert de plaque tournante à un trafic de drogue. Afin de cesser le trafic, ils rallument la guerre des gangs.

## Fiche technique
- Titre : La Belle Affaire
- Réalisation : Jacques Besnard
- Scénario : André Clair et Robert Thomas
- Dialogues : Jean Halain
- Photographie : Marcel Grignon
- Musique : Gérard Calvi
- Sociétés de production : Europrodis - Les Films Montfort - Société d'Expansion du Spectacle
- Pays de production :  France
- Genre : comédie
- Durée : 90 minutes (1 h 30)
- Date de sortie : 
  - France : 29 mars 1973
- Affiche : Clément Hurel (France)

## Distribution
- Rosy Varte : Thérèse
- Michel Serrault : Paul
- Michel Galabru : le commissaire
- Paul Préboist : Nahum
- Jacques Préboist : Nahum
- Daniel Prévost : un journaliste
- Pierre Mirat : Victor
- Max Amyl : Arlésien
- Raymond Gérôme : Genève
- Alain Janey : Fernand
- Marcel Charvey : Grandier
- Ginette Leclerc : madame Max
- François Cadet
- Billy Kearns
- Robert Lombard
- Maurice Chevit
- Marcel Gassouk